# 青蒿琥酯/阿莫待奎
青蒿琥酯/阿莫待奎（英語：Artesunate/Amodiaquine，简称ASAQ）以商品名Camoquin等於市場上銷售，是一種用於治療瘧疾的藥物。它是青蒿琥酯和阿莫待奎兩種藥物組成的複方藥，兩者合併使用可降低瘧原蟲產生抗藥性的風險。特別建議用於治療急性、無併發症的惡性瘧原蟲感染。此藥物經由口服方式給藥。
使用後的副作用有食慾不振、噁心、腹痛、嗜睡、睡眠困難和咳嗽。個體於懷孕期間使用對於胎兒的安全性尚未被確定，然而如無其他治療藥物可資利用時，可權衡使用。據信在個體進行母乳哺育期間使用，對於嬰兒屬於安全。青蒿琥酯和阿莫待奎兩種均為抗瘧藥，但透過不同的機制發揮作用。
青蒿琥酯的作用機轉仍未被完全了解，且有爭議。它是一種前體藥物，可迅速轉化為具活性形式的雙氫青蒿素 (DHA)。過程涉及透過血漿酯酶水解4-碳酯基。推測DHA藥效團中過氧化物橋的裂解會產生活性氧 (ROS)，而增加氧化壓力並透過烷基化引起瘧原蟲蛋白損傷。此外，青蒿琥酯還可有效抑制重要的惡性瘧原蟲外運蛋白1 (EXP1) - 一種膜谷胱甘肽S-轉移酶（MAPEG家族）。青蒿素於2016年已被證明可與大量標靶結合，顯示它有混雜的作用方式。有證據顯示DHA抑制內質膜上的鈣依賴性ATP酶，而破壞寄生蟲的蛋白質摺疊。而阿莫待奎是一種合成的4-氨基喹啉類抗瘧藥。它對間日瘧原蟲、惡性瘧原蟲、卵形瘧原蟲和瘧原蟲具有裂殖子殺滅作用，破壞受感染紅細胞內的瘧原蟲形式。4-氨基喹啉衍生物對瘧原蟲的作用機制尚未建立。阿莫待奎可穿透被感染的紅血球，並阻止寄生蟲將血紅素聚合成一種稱為瘧色素的不可溶產物，導致寄生蟲死亡。
此藥物於2007年上市，並已列入世界衛生組織基本藥物標準清單之中。[市面上有其通用名藥物流通。截至2014年，此藥物並未在美國或英國上市。

## 醫療用途
早期臨床試驗顯示每天使用一次劑量即可產生療效。隨後臨床使用，證明此藥物與另一種複方藥複方蒿甲醚（即青蒿甲醚/苯芴醇）具有相同療效，由於此藥物每日僅需一次劑量，較複方蒿甲醚需每日二次劑量簡單，因此在實地使用時，可能更能提高患者遵囑的目的。

## 特定群體

### 懷孕
個體在懷孕期間感染瘧疾將會特別危險。醫療衛生提供者必須權衡使用此藥物治療，對母親和胎兒的利弊。使用阿莫待奎對於孕婦的安全性尚未正式確定，但依據多年的經驗顯示並無致畸風險。

### 母乳哺育
藥物分泌到母乳中的數量很小，因此進行母乳哺育的婦女可接受此藥物治療。

## 禁忌症
- 對此藥物中活性物質或任何賦形劑過敏者。
- 曾因服用阿莫待奎而出現肝臟損傷
- 曾因服用阿莫待奎而出現血液學病變
- 視網膜病變（英语：Retinopathy）（如頻繁使用後）

此藥物不可用於瘧疾預防，因為它可能會導致粒細胞缺乏症和嚴重的肝毒性

## 交互作用
此藥物可能會與治療愛滋病和結核病的藥物發生交互作用，但臨床數據很少。不建議將此藥物與抑制肝臟細胞色素P450中的CYP2A6（如甲氧沙林、匹魯卡品和反苯環丙胺）或抑制CYP2C8（如甲氧苄啶、酮康唑、利托那韋、沙奎那韋、洛匹那韋、吉非羅齊和孟魯司特）的藥物同時服用。

## 社會與文化
青蒿琥酯/阿莫待奎由非營利藥物研發機構遭忽視疾病藥物倡議（簡稱DNDi）與賽諾菲藥業合作開發，作為一種經濟實惠的瘧疾治療藥物，主要供應位於熱帶與亞熱帶的開發中國家人民使用，於2007年問世。此藥物於2015年交給非營利機構瘧疾藥物風險投資公司 (簡稱MMV）之下的抗瘧藥物取得與產品管理小組（英語：Medicines for Malaria Venture Access and Product Management Team）管理（包括從藥物上市後的監管、市場推廣、銷售到最終退市）以期能讓最有需要的患者獲得最有效的治療。

## 外部連結
- Patient Leaflet
- Monograph (2010) 的存檔，存档日期2021-08-27.